# ウルカヌスに鎖で繋がれるプロメテウス
『ウルカヌスに鎖で繋がれるプロメテウス』（ウルカヌスにくさりでつながれるプロメテウス、蘭: Prometheus door Vulcanus geketend、英: Prometheus Being Chained by Vulcan）は、17世紀オランダ黄金時代のユトレヒト派の画家ディルク・ファン・バビューレンが1623年にキャンバス上に油彩で制作した絵画である。ギリシア・ローマ神話が主題となっているが、イタリア・バロック絵画の巨匠カラヴァッジョからキアロスクーロと人物の日に焼けた手と顔の描写を取り入れている。作品は、1893年にアムステルダム国立美術館に収蔵された。

## 主題

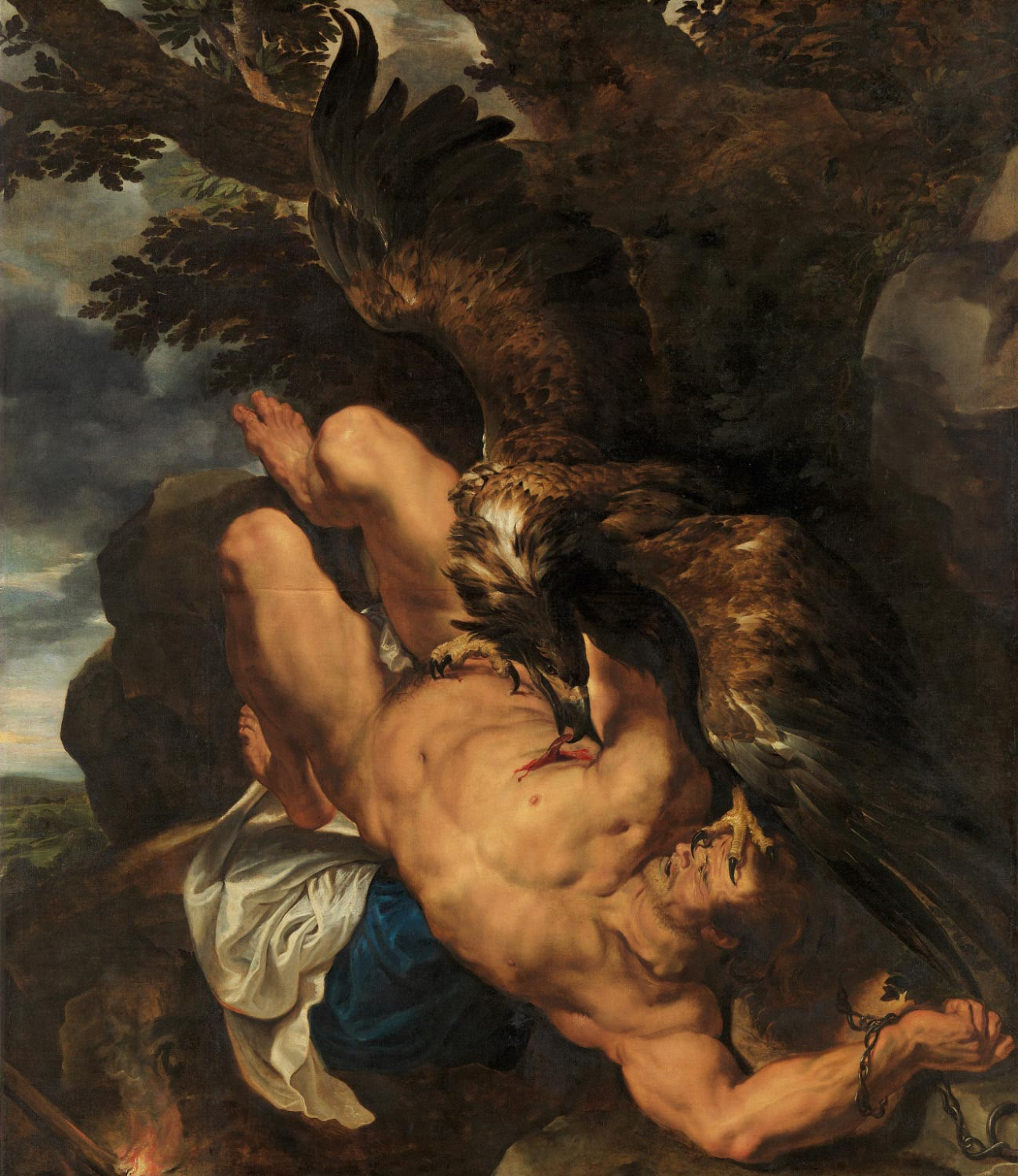
ピーテル・パウル・ルーベンス『縛られたプロメテウス』、1626年、フィラデルフィア美術館

絵画は、ギリシア・ローマ神話に由来する物語を扱っている。神々の伝令であるメルクリウスが、足の不自由な鍛冶の神ウルカヌスが大胆で狡い巨人のプロメテウスを懲らしめているところを見ている。プロメテウスはギリシアの創造神話と関係があり、神話のいくつかのヴァージョンでは人間たちを粘土から創造し、盗んだ火で彼らに生命を与えたということになっている。そのような行いをしたプロメテウスへの罰は、岩に縛られ、毎日、鷲 (画面左側上に部分的に見えている) に肝臓をついばまれるというものである。

## 作品
本作はおそらく、ルーベンスの名高い『縛られたプロメテウス』(フィラデルフィア美術館) に触発されたものであろう。バビューレンとルーベンスのプロメテウスは、著しい前面短縮法で描かれているところが共通している。バビューレンの独自性は、場面がハデス (冥界) に設定されているということである。他の同主題の作品では、プロメテウスが繋がれ、拷問を受ける場面はコーカサス山脈であり、バビューレンは場面を冥界としている唯一の画家である。
絵画には、不思議にも2つの署名がある。1つ目は、プロメテウスの右側の肩の下にある明瞭なものである。絵画の修復時に、2番目の署名がプロメテウスの手の側の画面左側下部に発見された。
やはり、バビューレンの手になる、現在では失われた『アダムとイブ』が1707年、本作とともに競売で売却された。両作とも創造を表した作品であるので、対作品となっていたとも考えられる。